# Schleppkabel

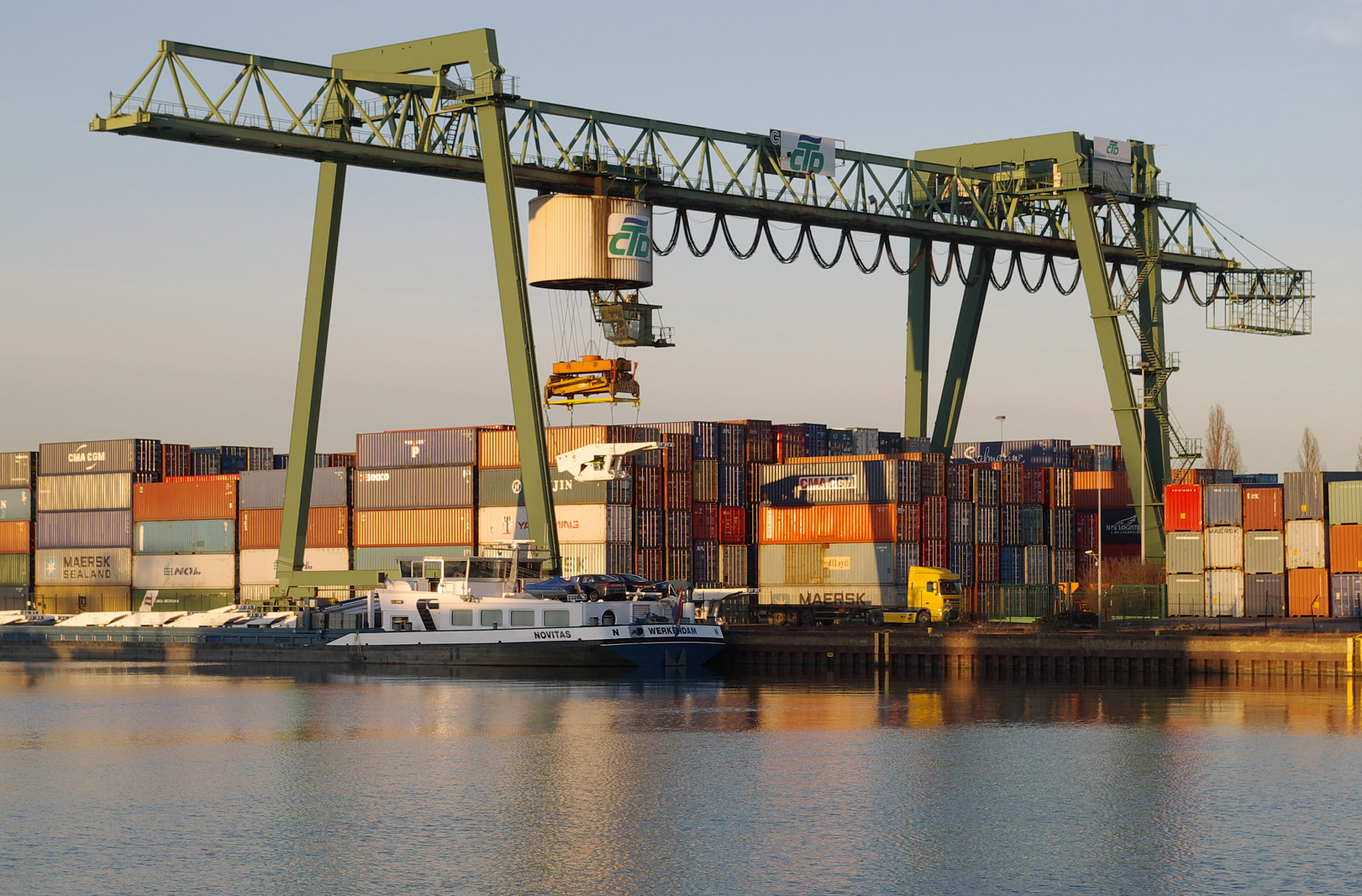
Containerbrücke im Dortmunder Hafen. Die herabhängenden Schleifen des Schleppkabel sind unter der Trägerschiene der Laufkatze sichtbar.

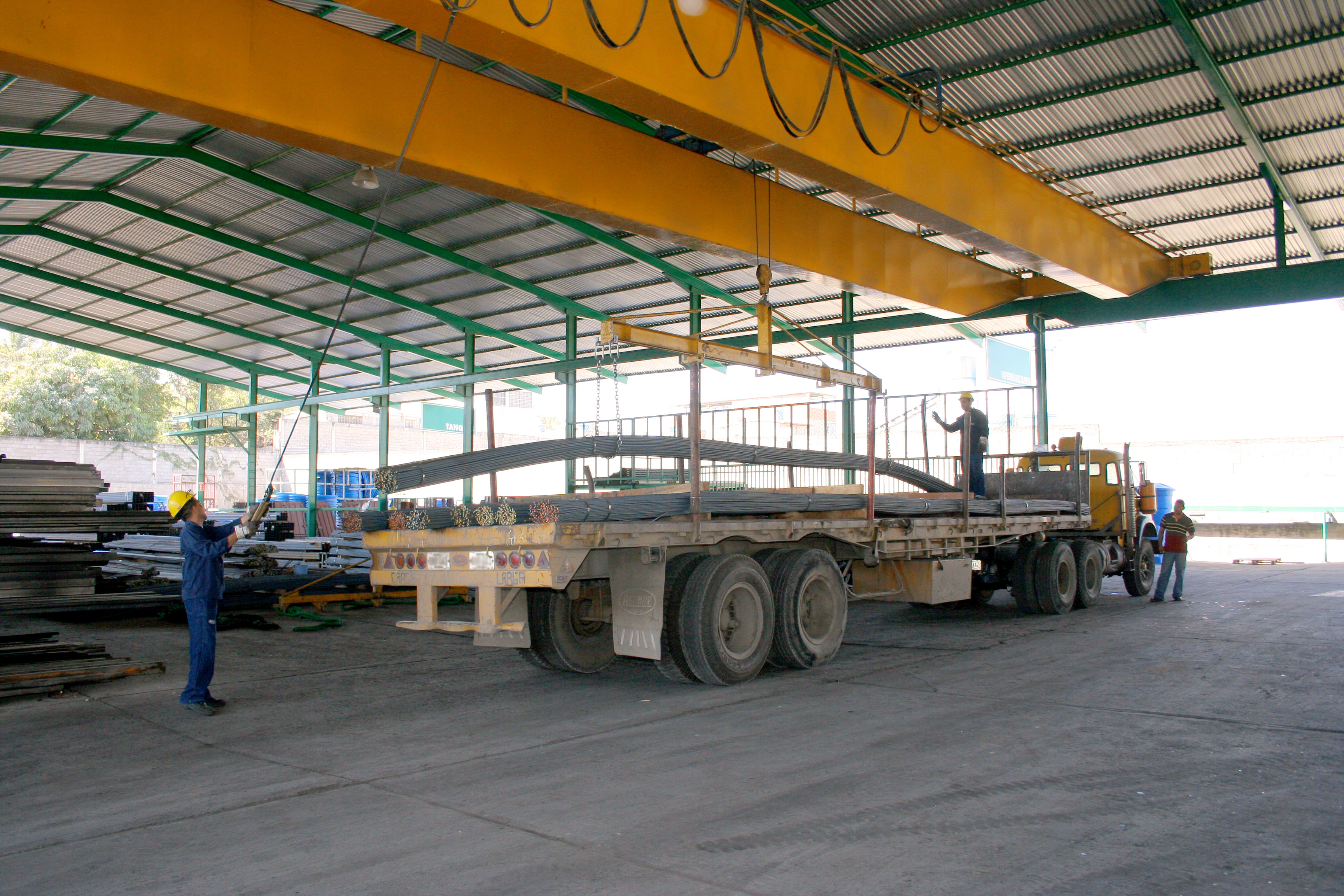
Brückenkran in einer Halle. Die Schleifen des Schleppkabel sind vor dem gelben Brückenträger zu erkennen.

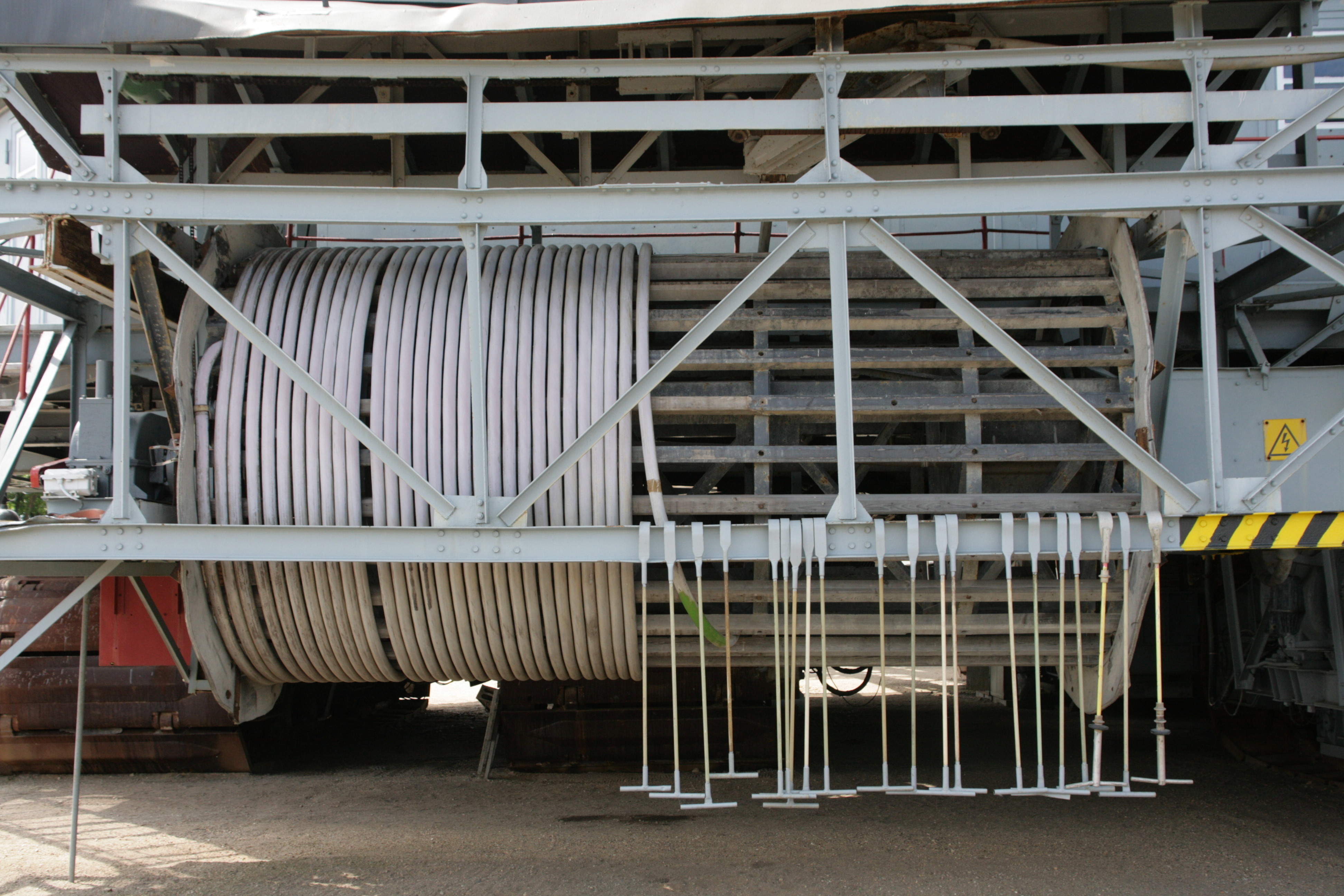
Haspel zum Aufwickeln des Trommelkabels an einem Schaufelradbagger

Ein Schleppkabel oder Girlandenkabel ist im Maschinenbau eine elektrische Verbindung zwischen zwei zueinander beweglichen Maschinenteilen.

## Technischer Aufbau
Das Schleppkabel wird meist von Seilen oder Schienen getragen, an denen es sich mit leicht rollenden oder gleitenden Befestigungen entlang bewegen kann. Diese Kabelwagen oder Kabelkatzen sorgen für eine möglichst geringe mechanische Belastungen des Kabels und verhindern durch ihre feste Führung quer zur Bewegungsrichtung des Kabels ein Verdrehen oder Verknoten des Kabels. Damit die sich verändernde Distanz zwischen den beiden Maschinenteilen ausgeglichen werden kann, hängt das Kabel ähnlich einer Girlande zwischen den Kabelwagen durch.
Mehrere Kabel werden mit Briden zu flachen oder runden Kabelbunden zusammengehalten, die je nach Anwendung in horizontaler oder vertikaler Richtung verlaufen können. Seltener werden Schleppkabelanlagen auch mit Schläuchen zum Transport von Druckluft und Flüssigkeiten oder mit Lichtwellenleitern versehen.
Systeme, bei welchen die Leitung zur Längenanpassung aufgerollt wird, werden als Motorleitungstrommeln oder Federleitungstrommeln bezeichnet.

## Alternativen

### Leitungstrommel
Bei Fahrzeugen und Maschinen mit schweren Energiekabeln kommen Aufrollsysteme mit Motor- oder Federleitungstrommeln zum Einsatz. Die Trommel ist bevorzugt auf der sich bewegenden Maschine montiert, aber auch am 'Festland'. Sie wickelt das Kabel vom Boden, von Trägerstangen oder -rollen oder von einer Rinne auf. Es gibt geführte Trommeln mit geordnetem Kabelverlauf, sowohl mit einer oder vielen Reihen nebeneinander, oder wild aufgerollte Trommeln (oder Haspeln).
Die Kabel werden Trommelleitungen oder auch Schleppkabel genannt.
Im Bergbau werden Bagger und Fahrlader oft mit solchen Kabeln betrieben, die an den Fahrzeugen aufgehaspelt werden.

### Energieführungsketten, Funkverbindungen
Anstelle von Schleppkabeln können sowohl für kurze als auch lange Distanzen von einigen Hundert Metern auch Energieführungsketten eingesetzt werden, welche die Kabel nicht nur punktförmig tragen und dadurch weniger stark mechanisch belasten und außerdem deutlich weniger Bauraum benötigen. Sind nur Steuersignale zu übertragen, können Schleppkabel durch Funkverbindungen ersetzt werden.

## Anwendungen
- Bei Brückenkränen sorgt das Schleppkabel für die Stromversorgung des Windenmotors der Laufkatze und für die Übermittlung der Signale von der Laufkatze.
- Die Kabine eines Aufzugs wird mit einem oder mehreren flachen Schleppkabeln mit Strom für die Steuerung und für das Licht versorgt.